# X Brigada Mecanizada
La X Brigada Mecanizada "Tte. Grl. Nicolás Levalle" (Br Mec X) es una gran unidad de combate del Ejército Argentino con asiento en la guarnición militar de Santa Rosa, provincia de La Pampa, y que depende del Comando de la Fuerza de Despliegue Rápido (FDR).
Esta gran unidad de combate mantiene su actual asiento de paz en Santa Rosa desde 1992, con elementos en Junín, Pigüé, General Pico, Santa Rosa y Toay.

## Historia

### Orgánica
En 1880 el presidente Julio Argentino Roca creó la 1.ª División de Ejército, formada por los Batallones de Infantería n.º 1, 5, 7 y 8, el Regimiento de Caballería 6 y el Regimiento de Artillería 1.
En 1881 la División envió refuerzos a las divisiones expedicionarias en la conquista del Desierto.
En 1887 la unidad adquirió el nombre División de la Capital. En 1907 se organizó el Ejército Permanente y la 1.ª División adoptó el nombre 1.ª Región Militar-Capital Federal.
En 1917 el mando creó cinco divisiones de ejército, para descentralizar tareas de las regiones militares. Así quedó la 1.ª División de Ejército, con comando en Palermo, Capital Federal. Formaba con tres regimientos de infantería (el 1, 2 y 3), dos regimientos de caballería (el 1 y 8) y un regimiento de artillería (el 1).
El ejército argentino conoció un crecimiento de la organización de conducción, motivando cambios en las divisiones. En 1923 por decisión del ministro de guerra se eliminaron las brigadas de infantería y artillería para dar lugar a comandos de infantería y de artillería de división. La 1.ª División fijó su organización con los regimientos 1, 2 y 3 de infantería. El Regimiento de Granaderos a Caballo y el Regimiento 8 de Caballería dejaron de formar parte de la división pasando a la 1.ª División de Caballería creada en 1936.
Con la modificación de conducción superior en 1938, fueron creados dos ejércitos (primero y segundo), con asiento respectivamente en Rosario y Mendoza. La 1.ª división integró inicialmente el Primer Ejército. Hacia 1958 integraba el Tercer Ejército, con comando en Palermo.
Organización (1917)
- Comando de División, Capital Federal
- Regimiento de Infantería 1, Palermo
- Regimiento de Infantería 2, Palermo
- Regimiento de Infantería 3, Capital Federal[7]
- Regimiento 1 de Granaderos a Caballo, Capital Federal
- Regimiento 8 de Caballería "Cazadores General Necochea", Capital Federal
- Regimiento de Artillería 1, Capital Federal

Organización (1930)
- Comando de División, Capital Federal
- Comando de Infantería
- Regimiento de Infantería 1, Palermo
- Regimiento de Infantería 2, Palermo
- Regimiento de Infantería 3, Capital Federal
- Regimiento de Granaderos a Caballo, Capital Federal
- Comando de Artillería
- Regimiento de Artillería 1, Capital Federal

Organización (1943)
- Comando de División, Capital Federal
- Comando de Infantería
- Regimiento de Infantería 1, Palermo
- Regimiento de Infantería 2, Palermo
- Regimiento de Infantería 3, Capital Federal
- Comando de Artillería
- Regimiento de Artillería 1, Capital Federal

### X Brigada
En 1964 el alto mando decidió la sustitución de las divisiones por brigadas. Fue creada la X Brigada de Infantería, con comando en Palermo, Capital Federal, y tres regimientos de infantería (el 3, 6 y 7) en La Tablada, Mercedes y La Plata. Formaba en el Primer Cuerpo de Ejército, con comando en las mismas instalaciones de Palermo. Esta modificación dejó disueltas la 1.ª División Motorizada y la 2.ª División Motorizada con asiento respectivamente en Palermo y La Plata.
A finales de 1973 por orden del comandante general del ejército, teniente general Jorge Carcagno, tuvo lugar el Operativo Dorrego, un operativo de obras cívicas realizado en las áreas urbanas de la provincia de Buenos Aires, como una iniciativa para el acercamiento entre el Ejército y la JP. Como formación del I Cuerpo, la X brigada estuvo presente con sus unidades.
La participación en la represión militar en la década de 1970 es preponderante. Conformaba la Subzona 11.

### Guerra de las Malvinas
La X Brigada, reforzada con el Grupo de Artillería 3 en reemplazo del Grupo de Artillería Mecanizado 1, marchó al archipiélago por orden del Comando en Jefe del Ejército del 9 de abril. Esta decisión apresurada no contó con el estudio correspondiente del Estado Mayor General del Ejército. La Brigada estaba en pleno desarrollo del servicio militar obligatorio con la clase 1963, y con la mitad de la clase 1962 en licencia. Además, la unidad no pudo llevar sus vehículos blindados TAM VCTP ya que el transporte principal era por aviones. Argentina organizó la defensa terrestre de las islas Malvinas en dos agrupaciones: la de Puerto Argentino/Stanley —con jurisdicción en la península de Freycinet— y la de Puerto Darwin-isla Gran Malvina. La X Brigada conformó el agrupamiento de Pto. Argentino. El comandante, general Oscar Jofre, asumió el mando de la defensa terrestre y se estableció el puesto de mando en el antiguo cuartel del Cuerpo de Marines Reales de Moody Brook.

### Nueva guarnición en Santa Rosa
En la reestructuración del Ejército de 1992, el Comando de la X Brigada Mecanizada fue trasladado a la Guarnición de Ejército «Santa Rosa», provincia de La Pampa, cuarteles del ex IV Cuerpo de Ejército (disuelto). Fue trasladada junto a elementos de apoyo. Fue también en esta reestructuración en que incorporó a su organización un regimiento de caballería y sus unidades de infantería se mecanizaron.

### Ayuda humanitaria

#### Pandemia de coronavirus de 2019-2020
En el año 2020, se desató una pandemia de enfermedad por coronavirus de 2020 en Argentina. El Ejército Argentino creó 14 comandos conjuntos de zonas de emergencia y 10 fuerzas de tarea para proporcionar ayuda humanitaria. La X Brigada Mecanizada asumió el Comando de la Zona de Emergencia La Pampa (CZELP).

## Organización
- Comando de la X Brigada Mecanizada «Teniente General Nicolás Levalle» (Cdo Br Mec X). Guar Ej Santa Rosa (LP).[18][19][20]
  - Regimiento de Infantería Mecanizado 3 «General Belgrano» (RI Mec 3). Guar Ej Pigüé (BA).
  - Regimiento de Infantería Mecanizado 6 «General Viamonte» (RI Mec 6). Guar Ej Toay (LP).
  - Regimiento de Infantería Mecanizado 12 «General Arenales» (RI Mec 12). Guar Ej Toay (LP).
  - Regimiento de Caballería de Tanques 13 «Teniente General Juan Esteban Pedernera» (RC Tan 13). Cu Ej General Pico (LP).
  - Grupo de Artillería 10 «Teniente General Bartolomé Mitre» (GA 10). Cu Ej Junín (BA).
  - Compañía de Comunicaciones Mecanizada 10 (Ca Com Mec 10). Guar Ej Santa Rosa (LP).
  - Compañía de Ingenieros Mecanizada 10 (Ca Ing Mec 10). Guar Ej Santa Rosa (LP). Es la UMRE X.
  - Compañía de Inteligencia Mecanizada 10 (Ca Icia Mec 10). Guar Ej Santa Rosa (LP).
  - Base de Apoyo Logístico «Pigüé» (BAL Pigüé). Guar Ej Pigüé (BA).